# Loles León
María Dolores León Rodríguez, más conocida como Loles León (Barcelona, 1 de agosto de 1950), es una actriz española de cine, televisión, teatro y radio. Famosa por ser una de las chicas Almodóvar y por sus papeles en televisión, principalmente el de Paloma Hurtado en la serie de televisión Aquí no hay quien viva y el de Milagros en Manolo y Benito Corporeision. Actualmente trabaja en La que se avecina en Telecinco, interpretando a Menchu, como personaje principal, y quedó como finalista en MasterChef Celebrity de TVE. Ha sido protagonista del cortometraje El mundo entero, rodado en Badajoz, Extremadura, premiado en multitud de festivales por su interpretación.
Cruz de San Jordi 2025.

## Biografía
Loles León se crio en la Barceloneta, barrio de Barcelona, hija menor de padre de Lora del Río y madre de La Puebla de los Infantes, ambos municipios de la provincia de Sevilla, que emigraron a Cataluña de muy jóvenes, y montaron varias churrerías y buñolerías. Tiene dos hermanas mayores. Se trasladó de Cataluña a Madrid para emprender una carrera como intérprete. En plena movida madrileña conoce a Pedro Almodóvar, quien le ofrece papeles en Mujeres al borde de un ataque de nervios (1987) y ¡Átame! (1989).
Posteriormente, Loles León trabaja con Vicente Aranda en papeles de reparto en los filmes El amante bilingüe (1993) y Libertarias (1996).
En 1997 actúa como protagonista en la película Amor de hombre y en 1998 rueda La niña de tus ojos, en la que encarnó a una empleada de hogar que, al final de una experiencia traumática en la Alemania nazi, decide ser revolucionaria. Al año siguiente fue candidata al Premio Goya a la mejor interpretación femenina de reparto. Anteriormente había sido candidata al Goya en la misma categoría por sus papeles en ¡Átame! y en Libertarias.
En 2003 empezó a trabajar en la exitosa Aquí no hay quien viva, la cual abandonó en 2004 tras diferencias con el productor José Luis Moreno, y en 2004 protagonizó el primer cortometraje de Julián Quintanilla, Implicación, lo que le valió el premio de interpretación de Gerona.
Dos años después, Loles León intervendría en dos series de corto recorrido: en la ficción de TVE Fuera de control; y, a continuación, en la única temporada de Manolo y Benito Corporeision, la secuela de Manos a la obra que duró tan solo una temporada.
En 2011 volvió al teatro con su amiga Bibiana Fernández en la obra La gran depresión, una comedia de la compañía La Perla, escrita y dirigida por Dunia Ayaso y Félix Sabroso. Ese mismo año anuncia su participación en Águila Roja, serie de TVE ambientada en el siglo XVII que recupera el género de aventuras.
En los años 2005, 2007 y 2011 ha sido la encargada de presentar la Gala Drag Queen del Carnaval de Las Palmas de Gran Canaria.
En cuanto a su vida personal, es conocida su amistad con Bibiana Fernández, Rossy de Palma, Raffaella Carrà y Lolita Flores. Tiene un hijo, también actor, Bertoldo Gil, llamado así en honor a Bertolt Brecht. También tiene un nieto, llamado Telmo, nacido en 2012.
A finales de noviembre de 2015 se confirma que estará en la novena temporada de La que se avecina, interpretando a María del Carmen "Menchu" Carrascosa.
A mediados de junio de 2016 se confirma a la artista como nueva concursante de la primera edición del concurso culinario de Televisión Española, MasterChef Celebrity, del que quedó finalista.
En 2021 Loles León ha estrenado en teatro, con buenos resultados de taquilla, la comedia musical Una noche con ella, escrita por Juan Luis Iborra basándose en vivencias de la propia actriz. A principios de noviembre se emite una nueva edición de Tu cara me suena en la cual la actriz participa como concursante junto a Los Morancos, Lydia Bosch o Eva Soriano entre otros rostros conocidos.

## Libros publicados
- Cocinando con Loles. Ed. Aguilar 2013.[10] ISBN 9788403013988

## Filmografía

### Cine
| Año  | Título                                       | Personaje                 | Director                                 |
| ---- | -------------------------------------------- | ------------------------- | ---------------------------------------- |
| 1978 | Serenata a la claror de la lluna             |                           | José Antonio Salgot, Carlos Jover        |
| 1978 | Companys, procés a Catalunya                 |                           | Josep María Forn                         |
| 1986 | La rossa del bar                             | Pescadera del mercado     | Ventura Pons                             |
| 1988 | Mujeres al borde de un ataque de nervios     | Secretaria                | Pedro Almodóvar                          |
| 1989 | Sempre Xonxa                                 | Minga                     | Chano Piñeiro                            |
| 1990 | ¡Átame!                                      | Lola                      | Pedro Almodóvar                          |
| 1990 | Don Juan, mi querido fantasma                | Coreógrafa de castañuelas | Antonio Mercero                          |
| 1990 | Yo soy ésa                                   | Trini                     | Luis Sanz                                |
| 1990 | Doblones de a ocho                           | Prostituta                | Andrés Linares                           |
| 1991 | Los gusanos no llevan bufanda                | Dama                      | Javier Elorrieta                         |
| 1993 | El amante bilingüe                           | Vicenta                   | Vicente Aranda                           |
| 1994 | La pasión turca                              | Paulina                   | Vicente Aranda                           |
| 1995 | Alma gitana                                  | Carmencita                | Chus Gutiérrez                           |
| 1996 | Muere, mi vida                               | Lola Fuentes              | Mar Targarona                            |
| 1996 | Libertarias                                  | Charo                     | Vicente Aranda                           |
| 1997 | La duquesa roja                              | Rosario                   | Francesc Betriu                          |
| 1997 | Amor de hombre                               | Esperanza                 | Juan Luis Iborra, Yolanda García Serrano |
| 1998 | El grito en el cielo                         | Marta Peña                | Félix Sabroso, Dunia Ayaso               |
| 1998 | La niña de tus ojos                          | Trini Morenos             | Fernando Trueba                          |
| 1999 | Esa maldita costilla                         | Lila                      | Juan José Jusid                          |
| 2000 | Almejas y mejillones                         | Socorro                   | Marcos Carnevale                         |
| 2000 | Obra maestra                                 | Catalina                  | David Trueba                             |
| 2000 | Tre mogli                                    | Consuelo                  | Marco Risi                               |
| 2002 | Hable con ella                               | Presentadora de TV        | Pedro Almodóvar                          |
| 2002 | Quién es Alejandro Chomski?                  | Loles León                | Santiago García Isles                    |
| 2003 | Descongélate!                                | Katy                      | Dunia Ayaso, Félix Sabroso               |
| 2003 | El Cid: La leyenda                           | Urraca (voz)              | José Pozo                                |
| 2004 | El asombroso mundo de Borjamari y Pocholo    | Cayetana O'Shea           | Juan Cavestany, Enrique López Lavigne    |
| 2006 | Desde que amanece apetece                    | Palmira                   | Antonio del Real                         |
| 2009 | Fuga de cerebros                             | Rita Calvo                | Fernando González Molina                 |
| 2011 | Fuga de cerebros 2                           | Rita Calvo                | Carlos Therón                            |
| 2015 | La final                                     | Lola                      | Valerio Boserman                         |
| 2016 | La reina de España                           | Trini Morenos             | Fernando Trueba                          |
| 2020 | Padre no hay más que uno 2                   | Milagros                  | Santiago Segura                          |
| 2021 | El refugio                                   | Estrella                  | Macarena Astorga                         |
| 2022 | Espejo, espejo                               | Rosa                      | Marc Crehuet                             |
| 2022 | Padre no hay más que uno 3                   | Milagros                  | Santiago Segura                          |
| 2023 | Alimañas                                     | Nieves                    | Jordi Sanchez                            |
| 2024 | Padre no hay más que uno 4: Campanas de boda | Milagros                  | Santiago Segura                          |
| 2025 | Padre no hay más que uno 5: Nido repleto     | Milagros                  | Santiago Segura                          |

### Televisión
| Año             | Título                       | Personaje                            | Cadena      | Notas        |
| --------------- | ---------------------------- | ------------------------------------ | ----------- | ------------ |
| 1979-1981       | Quitxalla                    |                                      | La 1        | 13 episodios |
| 1988            | Gatos en el tejado           | Amor Santisteban                     | La 1        | 2 episodios  |
| 1994            | La mujer de tu vida          | Olvido                               | La 1        | 1 episodio   |
| 1997            | ¿Para que sirve un marido?   | Teresa                               | La 2        | 13 episodios |
| 1997            | Kety no para                 | Cuca                                 | La 1        | 1 episodio   |
| 1999            | Camino de Santiago           | Pepa                                 | La 1        | 3 episodios  |
| 2003-2004       | Aquí no hay quien viva       | Paloma Hurtado                       | Antena 3    | 30 episodios |
| 2006            | Fuera de control             | María Victoria "Mariví" Martos       | La 1        | 13 episodios |
| 2006-2007       | Manolo y Benito Corporeision | Milagros García                      | Antena 3    | 10 episodios |
| 2013-2014       | Águila Roja                  | Sagrario de Castro                   | La 1        | 14 episodios |
| 2014            | Benidorm                     | Dolores                              | ITV         | 1 episodio   |
| 2015            | Anclados                     | Jacinta                              | Telecinco   | 1 episodio   |
| 2016-presente   | La que se avecina            | María del Carmen "Menchu" Carrascosa | Telecinco   | 63 episodios |
| 2018; 2020-2021 | Pequeñas coincidencias       | Marieta                              | Prime Video | 9 episodios  |

### Programas de televisión
| Año       | Título                | Función      | Cadena    |
| --------- | --------------------- | ------------ | --------- |
| 1991      | Estress               | Colaboradora | La 1      |
| 1992-1994 | ¡Hola Raffaella!      | Colaboradora | La 1      |
| 1993      | A las 8 con Raffaella | Colaboradora | La 1      |
| 1996      | Sorpresa ¡Sorpresa!   | Colaboradora | Antena 3  |
| 2009      | Tú sí que vales       | Jurado       | Telecinco |
| 2014-2015 | Amigas y conocidas    | Colaboradora | La 1      |
| 2015      | Un tiempo nuevo       | Colaboradora | Telecinco |
| 2020      | MasterChef Abuelos    | Jurado       | La 1      |
| 2022      | Lazos de sangre       | Colaboradora | La 1      |

#### Como concursante
| Año       | Título                               | Función     | Cadena   | Notas           |
| --------- | ------------------------------------ | ----------- | -------- | --------------- |
| 2016      | MasterChef Celebrity                 | Concursante | La 1     | 3ª Finalista    |
| 2019      | Ven a cenar conmigo: Gourmet edition | Concursante | Cuatro   |                 |
| 2021-2022 | Tu cara me suena                     | Concursante | Antena 3 | 6.ª Clasificada |
| 2022      | Los miedos de...                     | Concursante | Cuatro   |                 |

#### Como invitada
| Año             | Título                        | Función         | Cadena                  |
| --------------- | ----------------------------- | --------------- | ----------------------- |
| 1999-2000; 2005 | El club de la comedia         | Invitada        | Canal +; La 2; Antena 3 |
| 2003; 2013      | Pasapalabra                   | Invitada        | Antena 3; Telecinco     |
| 2005            | Splunge                       | Invitada        | La 1                    |
| 2011            | Alaska y Mario                | Invitada        | MTV                     |
| 2014            | Tu cara me suena              | Invitada        | Antena 3                |
| 2014            | Las mañanas de La 1           | Invitada        | TVE                     |
| 2014            | En el aire                    | Invitada        | La Sexta                |
| 2015            | Pecadores                     | Invitada        | Cuatro                  |
| 2016            | Sálvame Deluxe                | Invitada        | Telecinco               |
| 2016            | MasterChef Junior             | Invitada        | La 1                    |
| 2017            | El árbol de tu vida           | Invitada        | Antena 3                |
| 2017            | All you need is love... o no  | Invitada        | Telecinco               |
| 2017            | Dani&Flo                      | Invitada        | Cuatro                  |
| 2018-2019       | MasterChef Celebrity          | Invitada        | La 1                    |
| 2018            | Volverte a ver                | Invitada        | Telecinco               |
| 2019            | Maestros de la costura        | Invitada        | La 1                    |
| 2019            | Arusitys Prime                | Invitada        | Antena 3                |
| 2021            | La noche D                    | Invitada        | La 1                    |
| 2021            | ¿Quién quiere ser millonario? | Invitada        | Antena 3                |
| 2022-2023       | La Roca                       | Invitada        | La Sexta                |
| 2022            | La gran confusión             | Invitada        | La 1                    |
| 2023            | El musical de tu vida         | Invitada        | Telecinco               |
| 2024            | Drag Race España              | Jurado Invitada | Atresplayer             |
| 2025            | Col·lapse                     | Invitada        | TV3                     |

### Cortometrajes
| Año  | Título                        | Personaje      | Director                       |
| ---- | ----------------------------- | -------------- | ------------------------------ |
| 1999 | Ruleta                        | Mujer          | Roberto Santiago               |
| 2001 | La última mirada              | Fernanda       | Belén Herrera                  |
| 2004 | Implicación                   | Chari          | Julián Quintanilla             |
| 2004 | Laura                         | Laura          | Tote Trenas                    |
| 2006 | Manuela                       | Perla De´lorme | Beatriz Martínez, Marco Castro |
| 2011 | Inmóvil                       | Madre          | Helio Mira                     |
| 2015 | The Blue Dress                | Rita           | Lewis-Martin Soucy             |
| 2015 | Ángeles rotos                 | Luz            | Lia Chapman                    |
| 2016 | El regalo del Día de la Madre | Madre          | Inés de León                   |
| 2016 | El mundo entero               | La Chary       | Julián Quintanilla             |

### Videoclips
- 2011: Gypsy Funky Love Me Do de Rosario Flores
- 2019: Vacío de Rosa López
- 2021: Más alcohol de HDLR (Natos y Waor con Recycled J)

## Teatro
- Una noche con ella (2021)
- Las amazonas (2018)
- ¡Oh Cuba! (2017-2019)
- Más sofocos (2013)
- La gran depresión (2011-2012)
- La Gran Vía... esquina a Chueca (2009)
- Por los pelos (2007-2008)
- La desaparició de Wendy (1985)
- Lola (1985)
- ¡¡¡Vuelve el Arnau!!! (1982-1983)
- Lola, espill fosc (1981)
- No vols tassa? Tassa i mitja! (1979)
- Un home és un home (1979)

## Premios y candidaturas
Premios Anuales de la Academia "Goya"
| Año  | Categoría                                | Película            | Resultado |
| ---- | ---------------------------------------- | ------------------- | --------- |
| 1990 | Mejor interpretación femenina de reparto | ¡Átame!             | Candidata |
| 1996 | Mejor interpretación femenina de reparto | Libertarias         | Candidata |
| 1998 | Mejor interpretación femenina de reparto | La niña de tus ojos | Candidata |

Premios de la Unión de Actores
| Año  | Categoría                               | Película               | Resultado |
| ---- | --------------------------------------- | ---------------------- | --------- |
| 2003 | Mejor actriz protagonista de televisión | Aquí no hay quien viva | Candidata |

Premios Fotogramas de Plata
| Año  | Categoría                  | Película               | Resultado |
| ---- | -------------------------- | ---------------------- | --------- |
| 2003 | Mejor actriz de televisión | Aquí no hay quien viva | Ganadora  |

Premios Butaca
| Año  | Categoría                     | Película       | Resultado |
| ---- | ----------------------------- | -------------- | --------- |
| 1998 | Mejor actriz catalana de cine | Amor de hombre | Candidata |
| 2003 | Mejor actriz catalana de cine | Descongélate!  | Candidata |

Premios ACE (Nueva York)
| Año  | Categoría               | Película    | Resultado |
| ---- | ----------------------- | ----------- | --------- |
| 1990 | Mejor actriz de reparto | ¡Átame!     | Ganadora  |
| 1996 | Mejor actriz de reparto | Libertarias | Ganadora  |

Festival de Cine de Hermosillo, México
| Año  | Categoría                          | Película        | Resultado |
| ---- | ---------------------------------- | --------------- | --------- |
| 2016 | Mejor Interpretación Internacional | El mundo entero | Ganadora  |

Woodengate International Film Festival, Rumanía
| Año  | Categoría    | Película        | Resultado |
| ---- | ------------ | --------------- | --------- |
| 2016 | Mejor Actriz | El Mundo Entero | Ganadora  |

Festival de Cine de Gerona
| Año  | Categoría    | Película    | Resultado |
| ---- | ------------ | ----------- | --------- |
| 2004 | Mejor actriz | Implicación | Ganadora  |

Otros reconocimientos
- Premio Cosmo Loves (ex aequo con Bibiana Fernández): Premios Cosmopolitan (2011).[11]
- Premio Interpretación Ciudad de Benalmádena: Festival Internacional de Cortometrajes y Cine Alternativo de Benalmádena (2009).
- Premio Hércules: Festival de Cine Español de Tánger (2008).
- Camaleón de Oro: Festival de Cine de Islantilla (2005).
- Premio Pepe Isbert: Festival Internacional de Cine de Comedia de Peñíscola (2004).
- I Galardón AEEM: Día Internacional de la Menopausia (2004).[12]
- Premio Especial de Honor 2024, en la primera edición de los Premios InStyle en Serie, concedidos por la edición española de la revista de moda InStyle, de RBA.[13]